# (32319) 2000 QL49
2000 QL49 (asteroide 32319) é um asteroide da cintura principal. Possui uma excentricidade de 0.10131760 e uma inclinação de 6.89319º.
Este asteroide foi descoberto no dia 24 de agosto de 2000 por LINEAR em Socorro.